# Chicog (Wisconsin)
Chicog es un pueblo ubicado en el condado de Washburn en el estado estadounidense de Wisconsin. En el Censo de 2010 tenía una población de 234 habitantes y una densidad poblacional de 1,98 personas por km².

## Geografía
Chicog se encuentra ubicado en las coordenadas 46°1′35″N 91°59′19″O / 46.02639, -91.98861. Según la Oficina del Censo de los Estados Unidos, Chicog tiene una superficie total de 118 km², de la cual 110.72 km² corresponden a tierra firme y (6.16%) 7.27 km² es agua.

## Demografía
Según el censo de 2010, había 234 personas residiendo en Chicog. La densidad de población era de 1,98 hab./km². De los 234 habitantes, Chicog estaba compuesto por el 99.15% blancos, el 0% eran afroamericanos, el 0.43% eran amerindios, el 0.43% eran asiáticos, el 0% eran isleños del Pacífico, el 0% eran de otras razas y el 0% pertenecían a dos o más razas. Del total de la población el 0% eran hispanos o latinos de cualquier raza.